# Rue Debelleyme
La rue Debelleyme est une voie du 3e arrondissement située plein cœur du quartier du Marais à Paris.

## Situation et accès

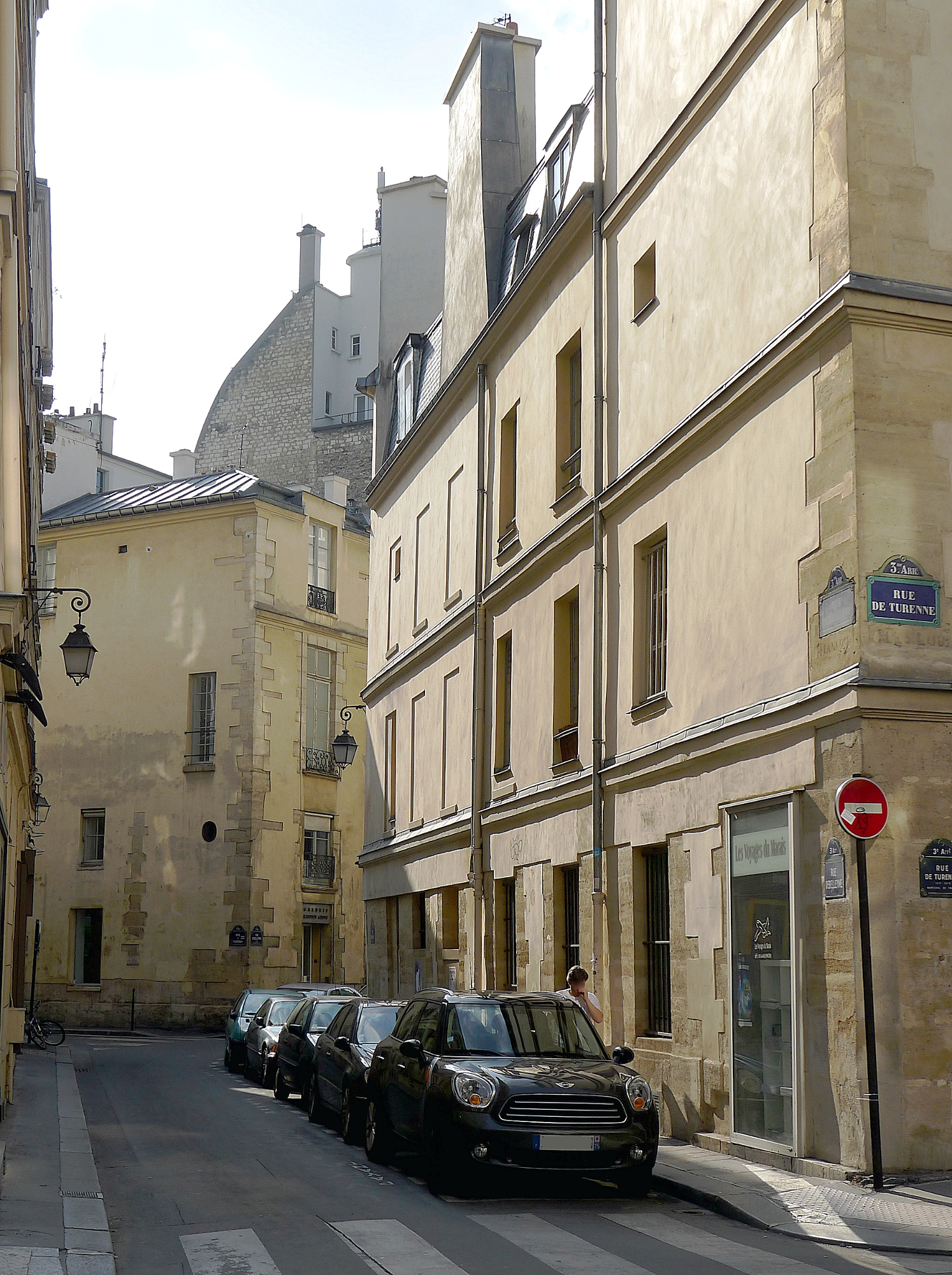
Début de la rue vue de la rue de Turenne.

Elle commence au 83, rue de Turenne et se termine dans la même rue, au 111. Elle marque approximativement l'emplacement du projet du roi Henri IV de place semi-circulaire dite « place de France » qui devait voir le jour peu de temps après la construction de la place Royale. Cela explique pourquoi les rues avoisinantes portent toutes des noms de provinces françaises : rue de Poitou, rue de Bretagne, rue du Perche, etc.
Ce site est desservi par les stations de métro Filles du Calvaire et Saint-Sébastien - Froissart.

## Origine du nom
Elle porte le nom du magistrat Louis-Marie de Belleyme (1787-1862), préfet de police sous Charles X, et qui habita longtemps ce quartier.

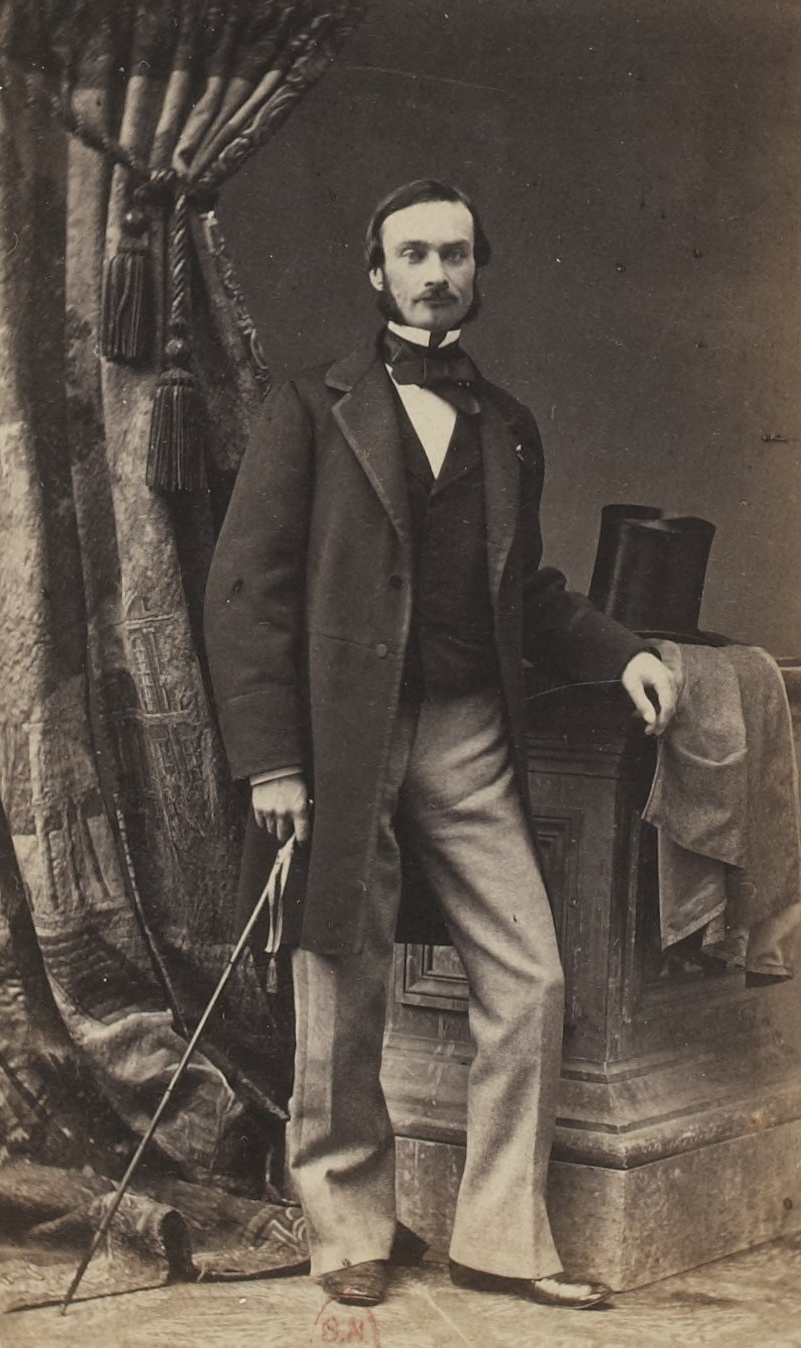
Louis-Marie de Belleyme.

## Historique
Le décret du 2 octobre 1865 procède au groupement de quatre rues pour former la rue Debelleyme : 
1. la rue de Périgueux
2. la rue de Limoges,
3. la rue de l'Échaudé-au-Marais et
4. la rue Neuve-Saint-François, appelée par la suite « rue Saint-François ». Claude Perrault et Carnot[Lequel ?] habitèrent cette dernière. Elle est citée sous le nom de « rue Saint François » dans un manuscrit de 1636.

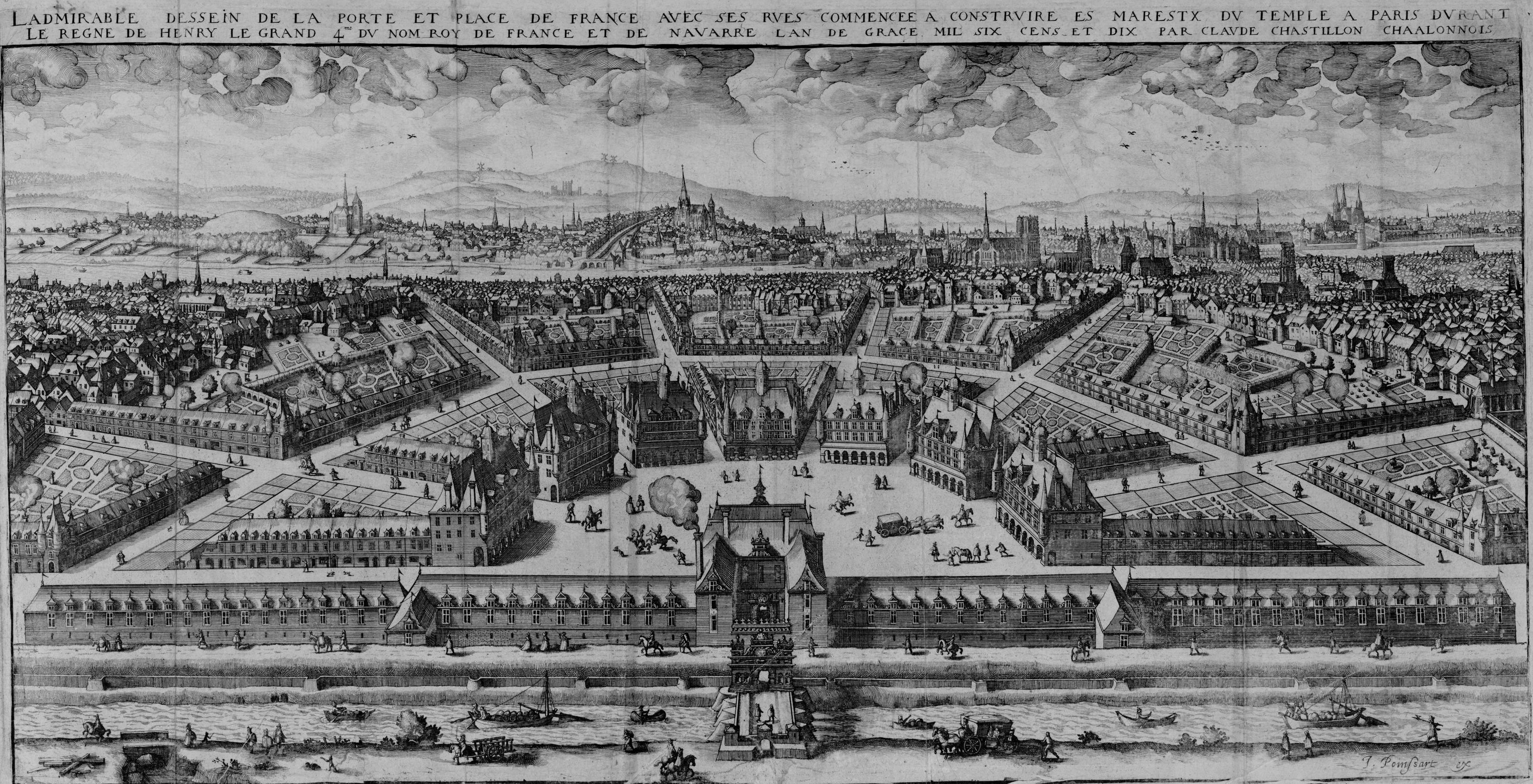
Projet de la place de France en 1610, par Claude Chastillon.

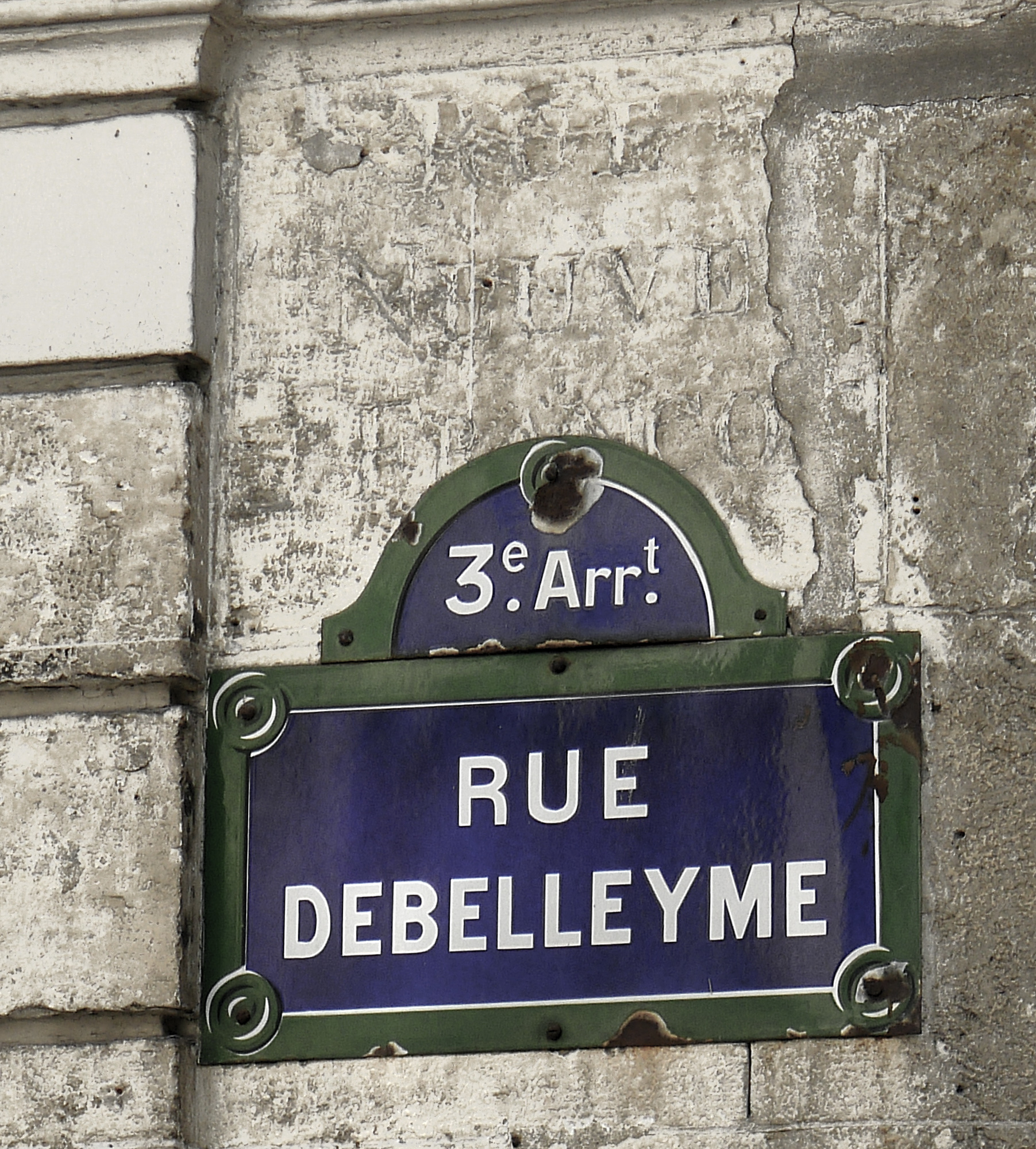
Traces d'ancien nom de la rue (on devine ici « Rue Neuve-Saint-François »).
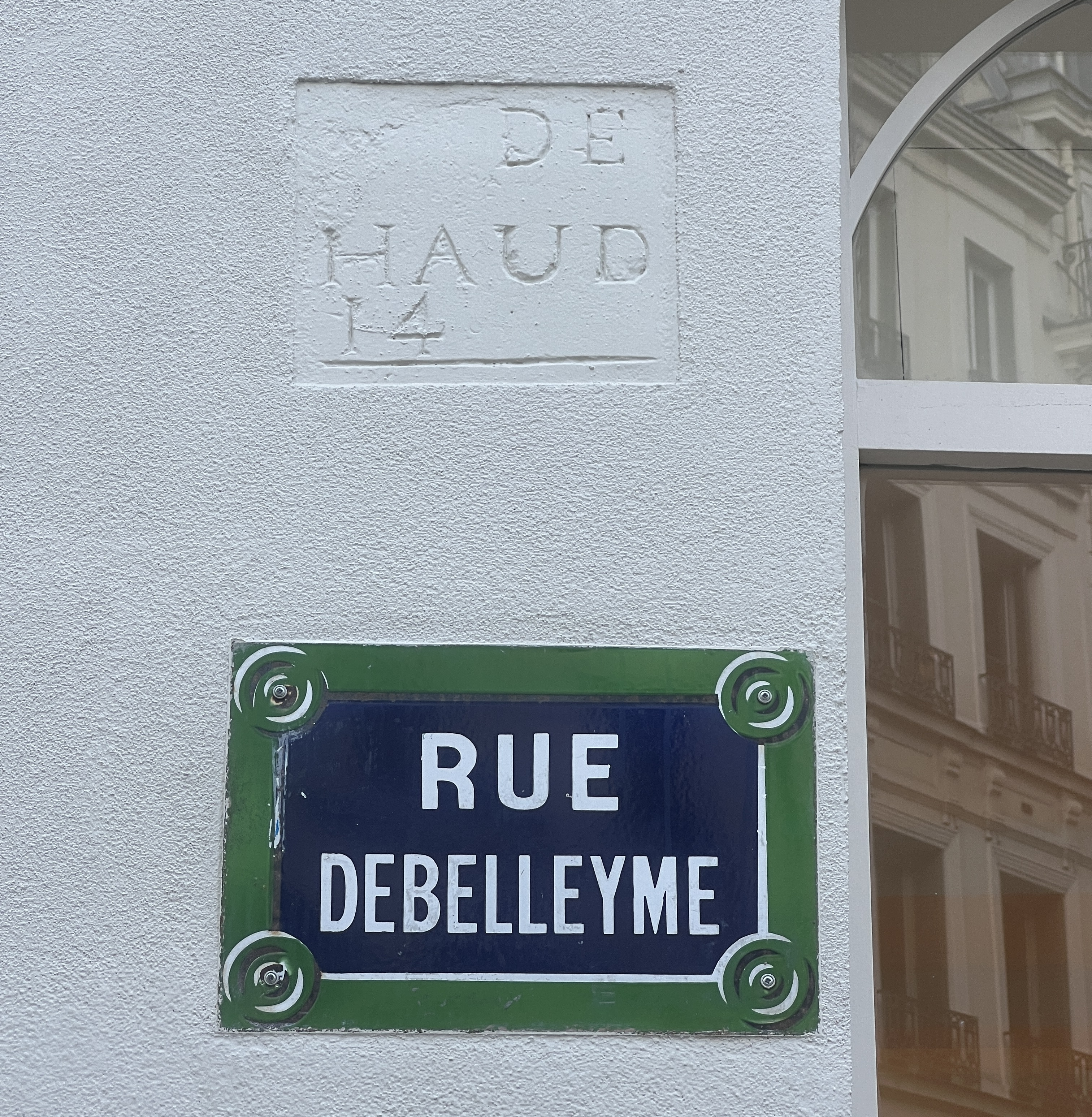
Traces d'ancien nom : « Rue de l'Échaudé » amputé de plusieurs lettres.

### Rue de Limoges
La « rue de Limoges » située dans l'ancien 7e arrondissement, quartier du Mont-de-Piété, commençait nos 6 et 8 rue de Poitou et finissait nos 11 et 13 rue de Bretagne. Le dernier impair était le no 11 et le dernier pair était le no 14. Sa longueur était de 79 m. Les numéros étaient noirs.
Cette rue, tracée, en 1626, sur la culture du Temple, doit son nom à la capitale de l'ancienne provinces du Limousin.
Une décision ministérielle du 19 germinal an VIII (9 avril 1800), signée Louis Bonaparte, fixe la largeur de cette voie publique à 8 m. En vertu d'une ordonnance royale du 31 mars 1835, cette largeur est portée à 10 m,.

### Rue de Périgueux
La « rue de Périgueux » située dans l'ancien 6e arrondissement, quartier du Temple, commençait nos 8 et 10 rue de Bretagne et finissait nos 83 et 85 rue Saint-Louis-au-Marais. Le dernier impair était le no 15 et le dernier pair était le no 4. Sa longueur était de 67 m. Les numéros étaient noirs.
Elle porte le nom de l'ancienne capitale du Périgord.
Dénommée rue de Périgueux ou rue du Périgord, cette rue, alignée en 1626, s'arrêtait alors à celle de Normandie. Elle est citée sous le nom de « rue de Perrigueux » dans un manuscrit de 1636. En 1697, il fut ordonné qu'elle serait prolongée jusqu'à la rue Boucherat (aujourd'hui rue de Turenne), et qu'elle porterait dans cette partie le nom de « rue Le Tourneur ». Jean-Baptiste Le Tourneur, conseiller de ville, était échevin en 1695, sous la prévôté de Claude Bosc. On ne se conforma pas à cette disposition, et dans toute son étendue, celle voie publique prit le nom « rue de Périgueux ».
Une décision ministérielle du 19 germinal an VIII (9 avril 1800), signée Louis Bonaparte, fixe la largeur de cette voie publique à 8 m. En vertu d'une ordonnance royale du 31 mars 1835, cette largeur est portée à 10 m,.

### Rue de l'Échaudé-au-Marais
La « rue de l'Échaudé-au-Marais », située dans l'ancien 7e arrondissement, quartier du Mont-de-Piété, commençait nos 123 et 125 rue Vieille-du-Temple et finissait nos 1 et 3 rue de Poitou. Le dernier impair était le no 3 et le no 2 était le seul pair. Sa longueur était de 21 m. Les numéros étaient noirs,.
Elle a été ouverte en 1626 sur la culture du Temple. Jaillot nomme Échaudé un îlot de maisons qui forme un triangle. En effet, cette voie publique figure un triangle avec les rues de Poitou et Vieille-du-Temple.
Une décision ministérielle du 19 germinal an VIII (9 avril 1800), signée Louis Bonaparte, fixe la largeur de cette voie publique à 8 m. En vertu d'une ordonnance royale du 31 mars 1835, cette dimension est portée à 10 m.

### Rue Neuve-Saint-François
La « rue Neuve-Saint-François » située dans l'ancien 8e arrondissement, quartier du Marais, commençait nos 55 et 57 rue Saint-Louis-au-Marais, et finissait nos 110 et 112 rue Vieille-du-Temple. Le dernier impair était le no 11 et le dernier pair était le no 18. Sa longueur était de 137 m. Les numéros étaient rouges.
Cette rue doit son nom à François Lefebvre de Mormans, président des trésoriers de France, qui en donne l'alignement le 4 juillet 1620.
Une décision ministérielle du 4 floréal an VIII (24 avril 1800), signée Louis Bonaparte, fixe la largeur de cette voie publique à 8 m. En vertu d'une ordonnance royale du 16 mai 1833, cette largeur
est portée de la rue Saint-Louis-au-Marais jusqu'à la rue Saint-Gervais à 12 m, et depuis cette dernière jusqu'à la rue Vieille-du-Temple à 10 m.

## Bâtiments remarquables et lieux de mémoire
Elle est bordée de maisons et d'hôtels particuliers des XVIIe et XVIIIe siècles, particulièrement :
- au no 3 : Maison construite en 1768-1769 avec porte cochère et beaux appuis de fenêtre

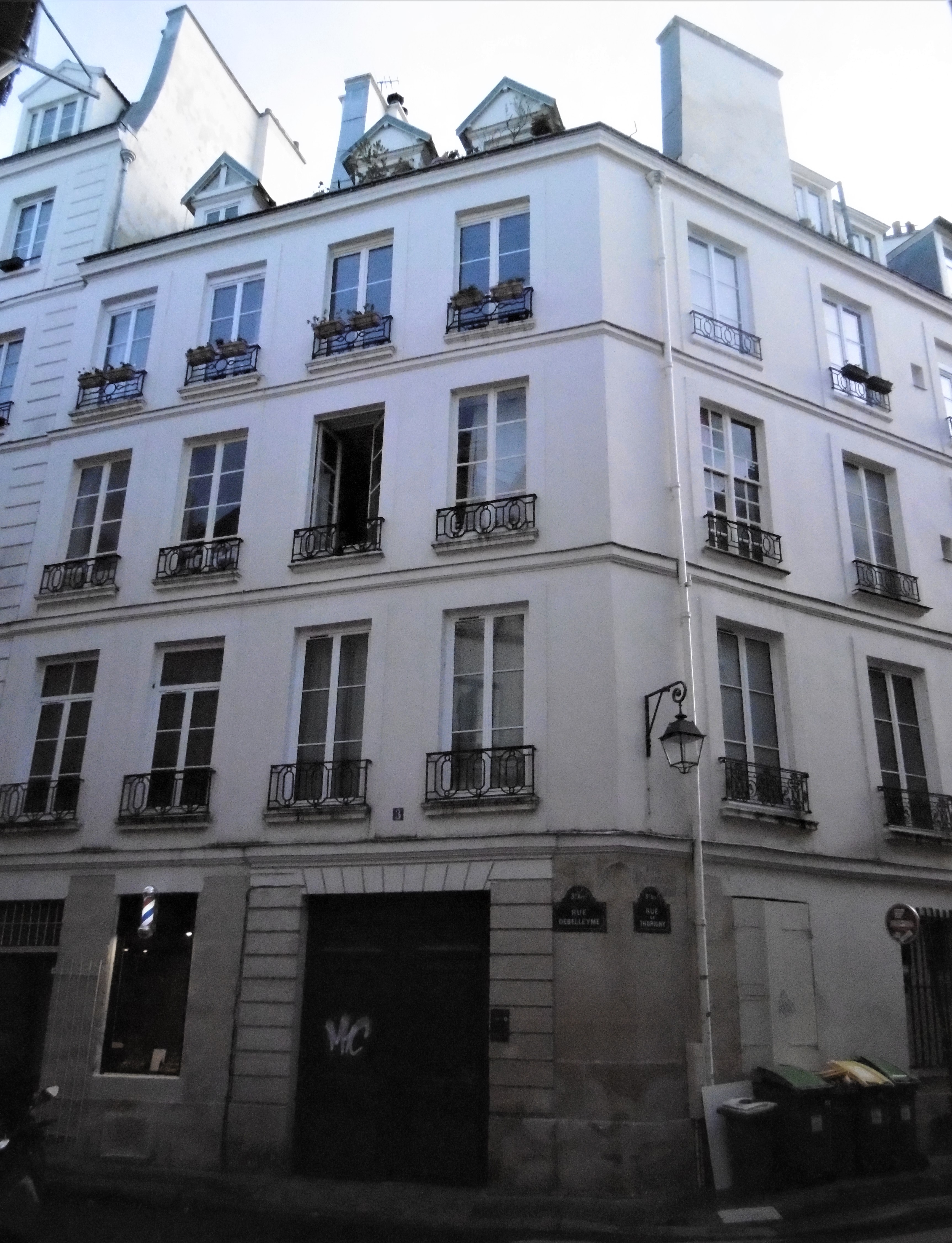
3 Rue Debelleyme

- au no 5 : Hôtel Boula de Charny formé de deux hôtels identiques, de plan inversé à droite et à gauche, construits en 1624 par Jean Thiriot, réunis sous Louis XV propriété de François Galiot Boula de Charny. Les hôtels ont été surélevés au XIXe siècle. Les vantaux de la porte cochère portent des chiffres FG et BC. L'aile droite comporte un petit escalier d'origine en bois et un grand escalier avec une rampe Louis XIV.

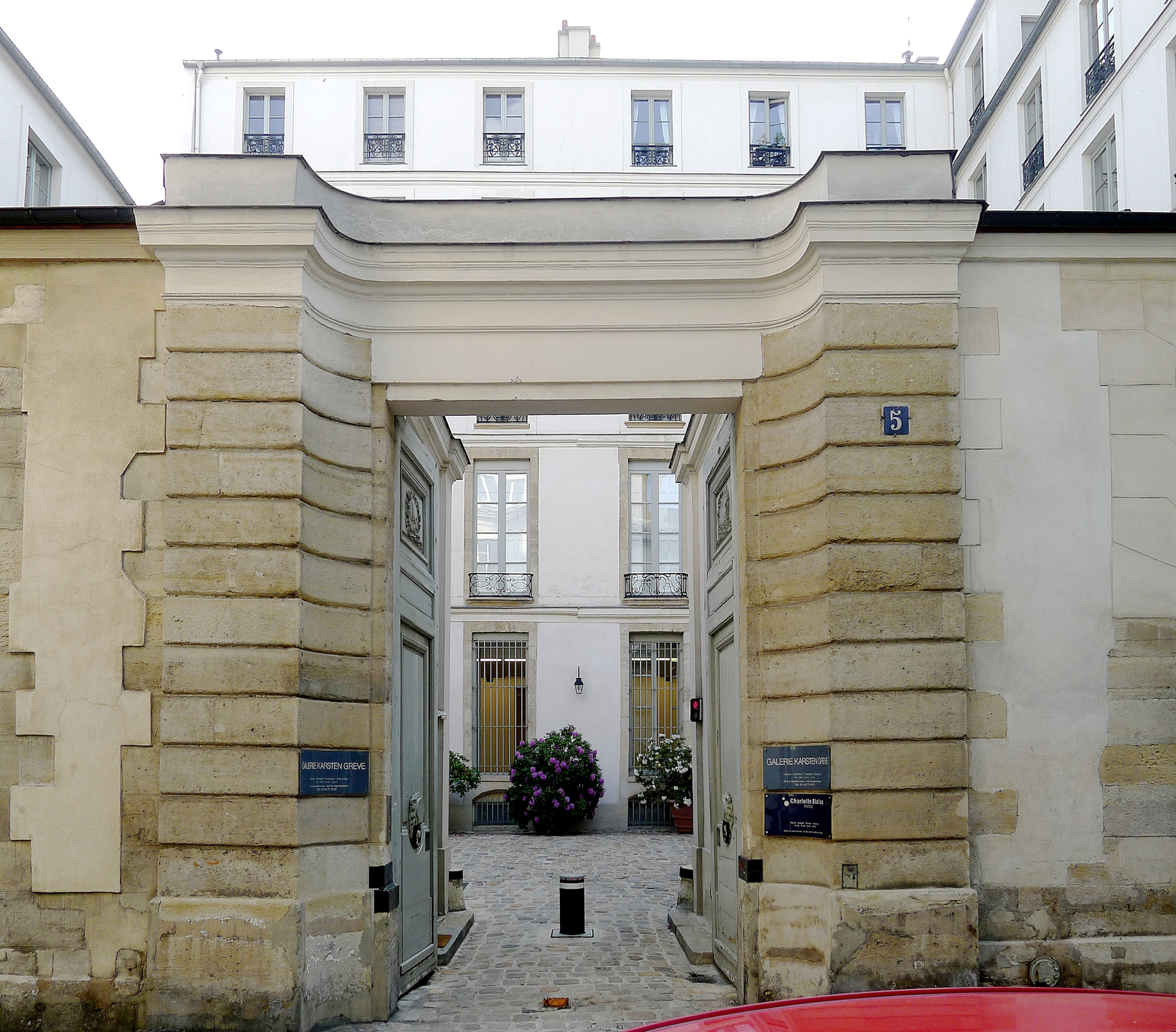
No 5 Portail
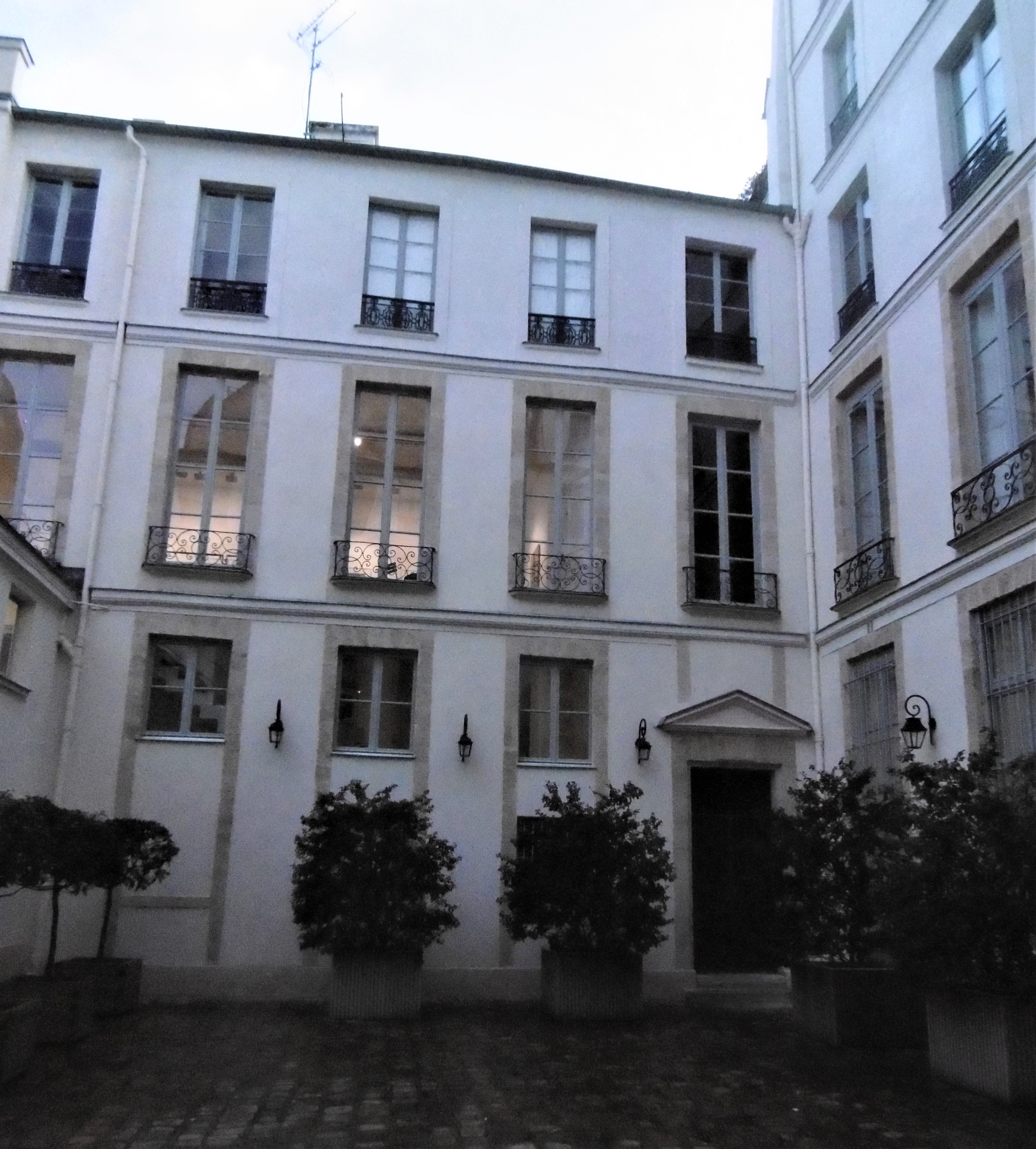
Cour.

- au no 9 : un hôtel Louis XIII ;
- au no 11 : l'ancien nom de la voie, à peine lisible, apparaît dans la pierre « [rue] de [l’Éc]haud[é] »[4] ;

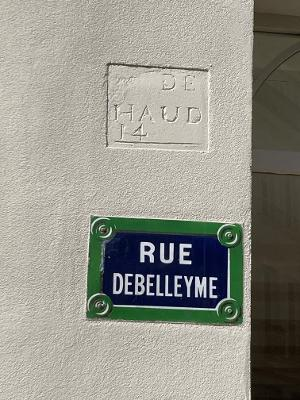
Plaque de rue mentionnant (en partie) l'ancien nom de la rue de l'Échaudé.

- au no 16 : Maison Frédy construite en 1778 pour Henry-Louis Frédy, conseiller au Parlement de Paris. Sa façade est ornée de quatre bas-reliefs qui sont la copie de ceux de la maison Guérard au no 1 de la rue de Bretagne ;

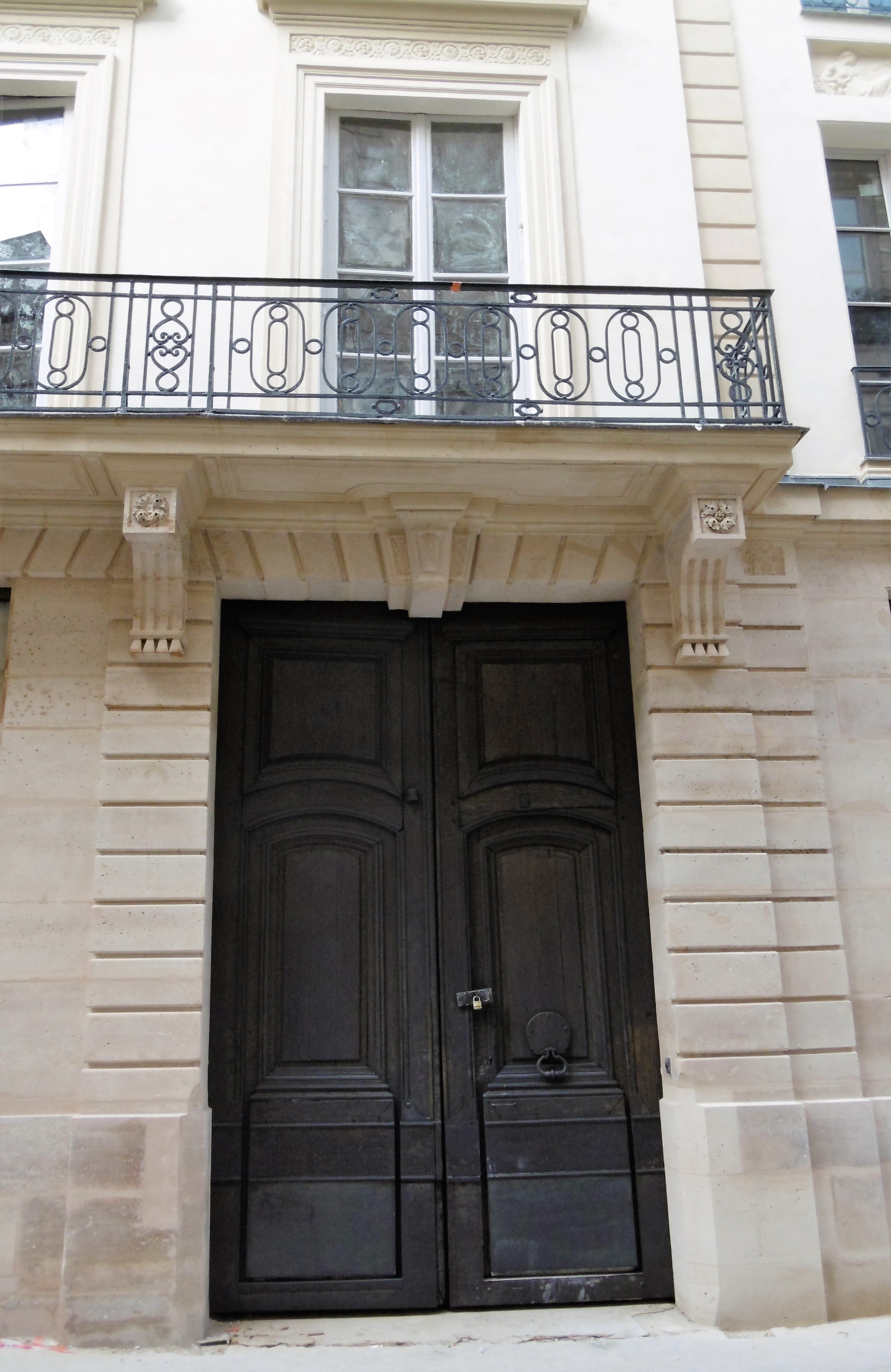
travée centrale porte et balcon.
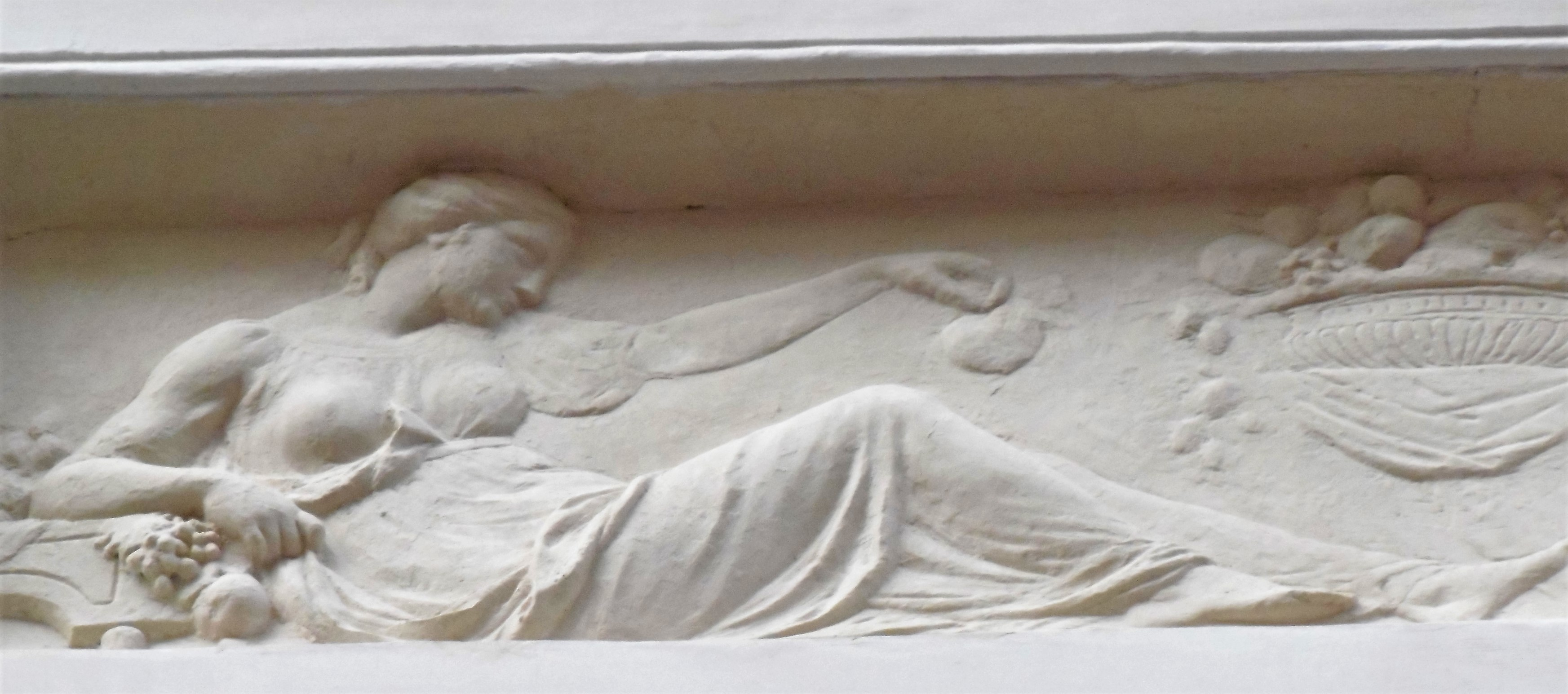
bas relief

- au no 19 : une porte cloutée et un escalier Louis XIII ;

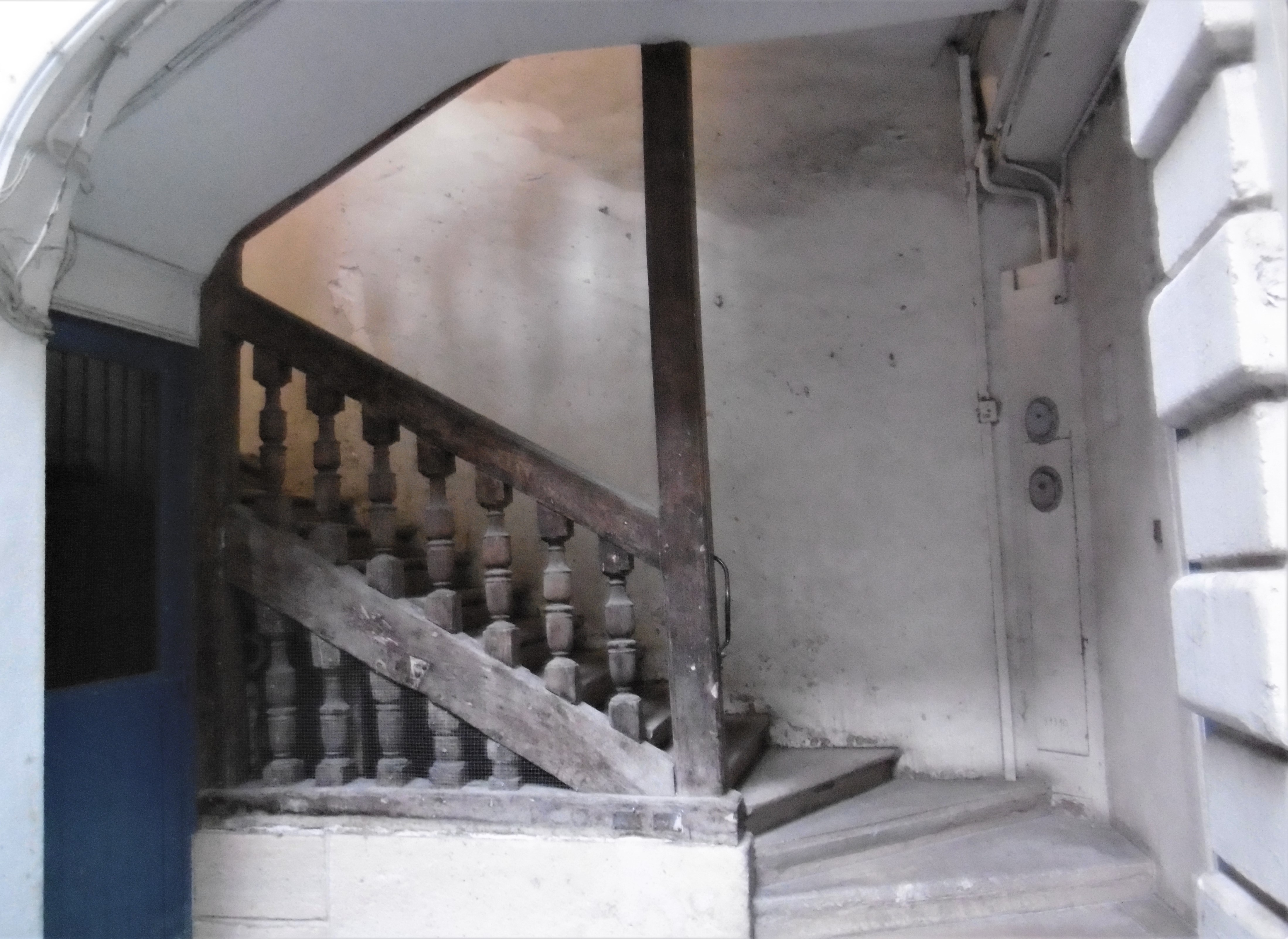
no  19 : escalier Louis XIII

- au no 28 : en 1922, le préau de l'école des filles est décoré par le peintre fresquiste Robert La Montagne Saint-Hubert, disciple de Paul Baudoüin qui supervise les travaux[5] ;
- au no 29 : en 2025, la maison Méert ouvre un établissement ;
- au no 30 : une vieille maison à pignon.

## Pour approfondir